# Балан (Эн)
Бала́н (фр. Balan) — коммуна во Франции, находится в регионе Рона — Альпы. Департамент — Эн. Входит в состав кантона Монлюэль. Округ коммуны — Бурк-ан-Брес.
Код INSEE коммуны — 01027.

## География
Коммуна расположена приблизительно в 400 км к юго-востоку от Парижа, в 22 км северо-восточнее Лиона, в 45 км к югу от Бурк-ан-Бреса.
На юге коммуны протекает река Рона.

## Климат
Климат полуконтинентальный с холодной зимой и тёплым летом. Дожди бывают нечасто, в основном летом.

## Население
Население коммуны на 2010 год составляло 2348 человек.
| 1962 | 1968 | 1975 | 1982 | 1990 | 1999 | 2010 |
| ---- | ---- | ---- | ---- | ---- | ---- | ---- |
| 832  | 732  | 1051 | 1197 | 1668 | 1534 | 2348 |

## Администрация
| Период | Период | Фамилия        | Партия                    | Примечания |
| ------ | ------ | -------------- | ------------------------- | ---------- |
| 1945   | 1953   | Люсьен Брюжье  |                           |            |
| 1953   | 1969   | Жоанна Ансельм |                           |            |
| 1969   | 1983   | Жорж Бувье     |                           |            |
| 1983   | 2014   | Бернар Глорио  | Союз за народное движение |            |
| 2014   | 2020   | Жерар Бувье    | Разные правые             |            |

## Экономика
В 2010 году среди 1875 человек трудоспособного возраста (15—64 лет) 1640 были экономически активными, 235 — неактивными (показатель активности — 87,5 %, в 1999 году было 74,1 %). Из 1640 активных жителей работали 1590 человек (1162 мужчины и 428 женщин), безработных было 50 (17 мужчин и 33 женщины). Среди 235 неактивных 85 человек были учениками или студентами, 93 — пенсионерами, 57 были неактивными по другим причинам.

## Фотогалерея

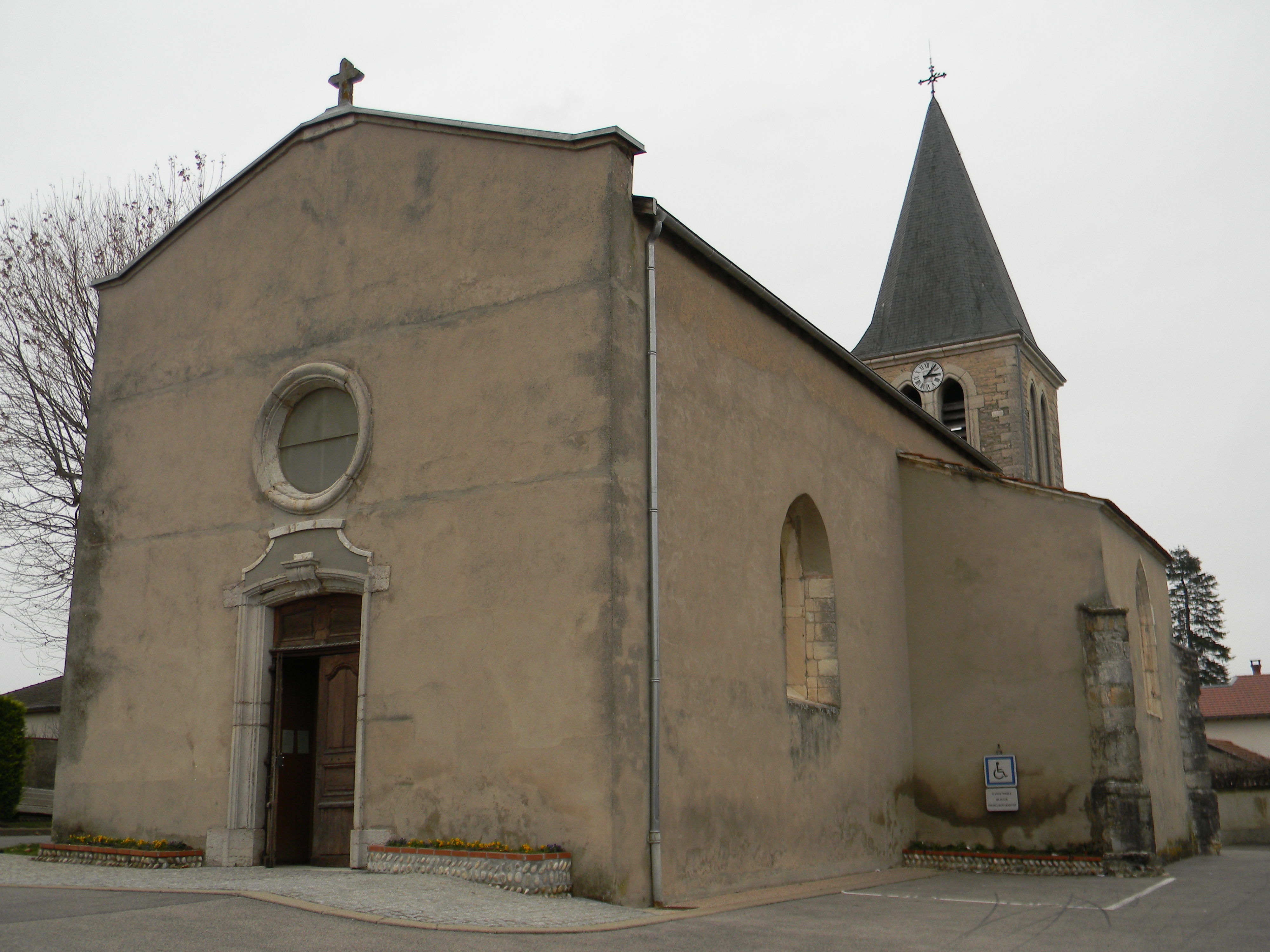
Церковь Св. Иоанна Крестителя
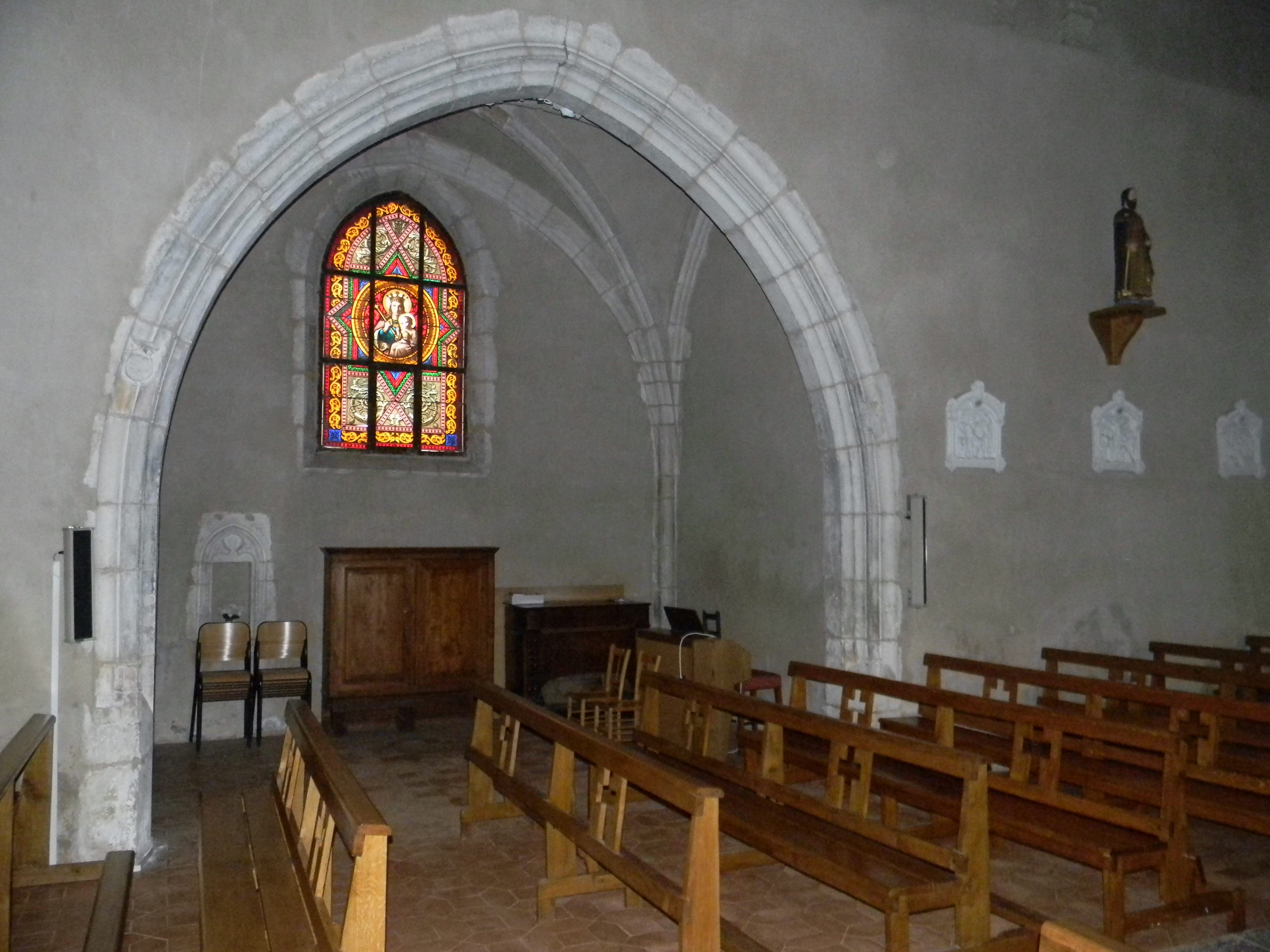
Интерьер церкви Св. Иоанна Крестителя
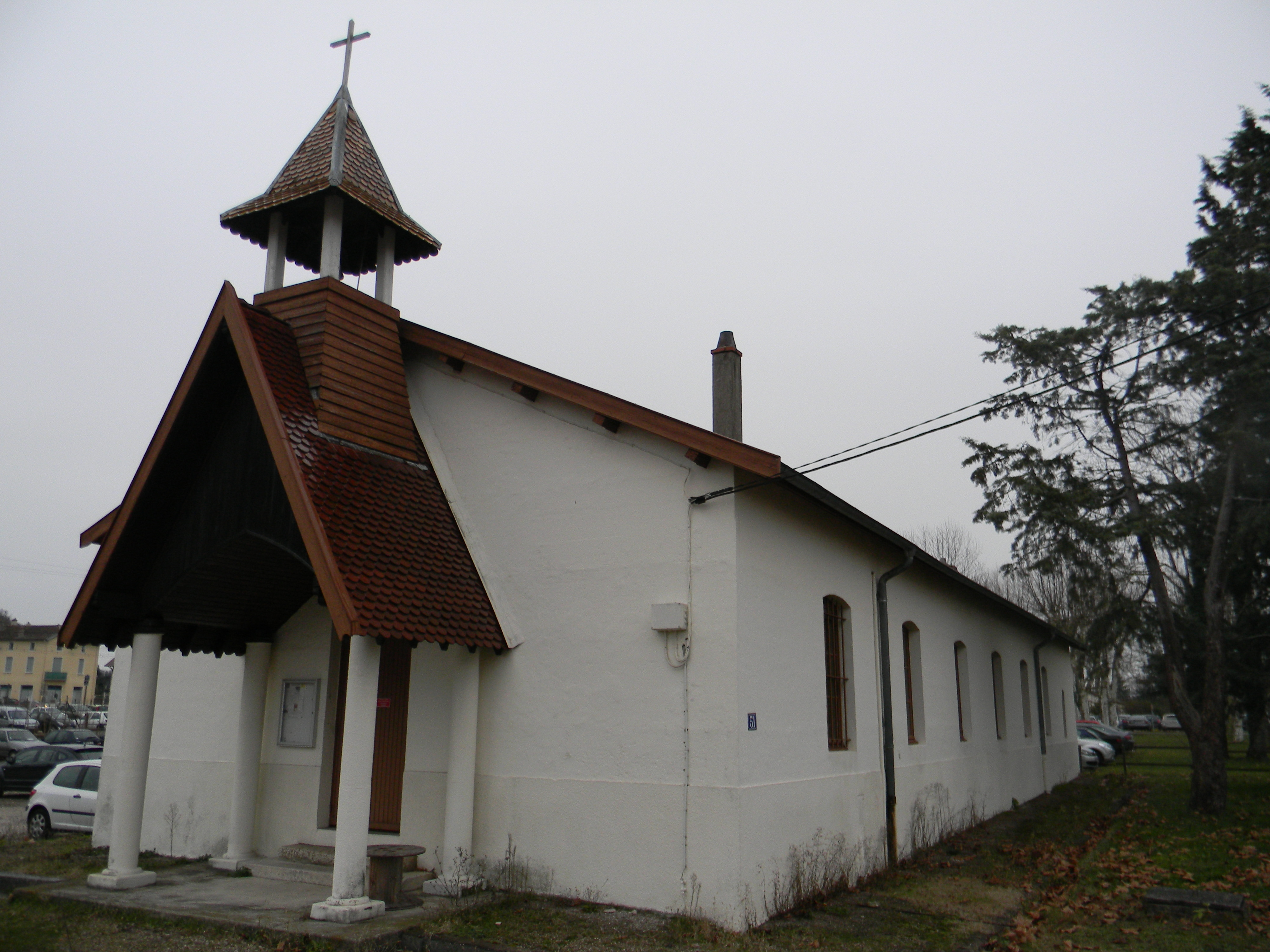
Часовня
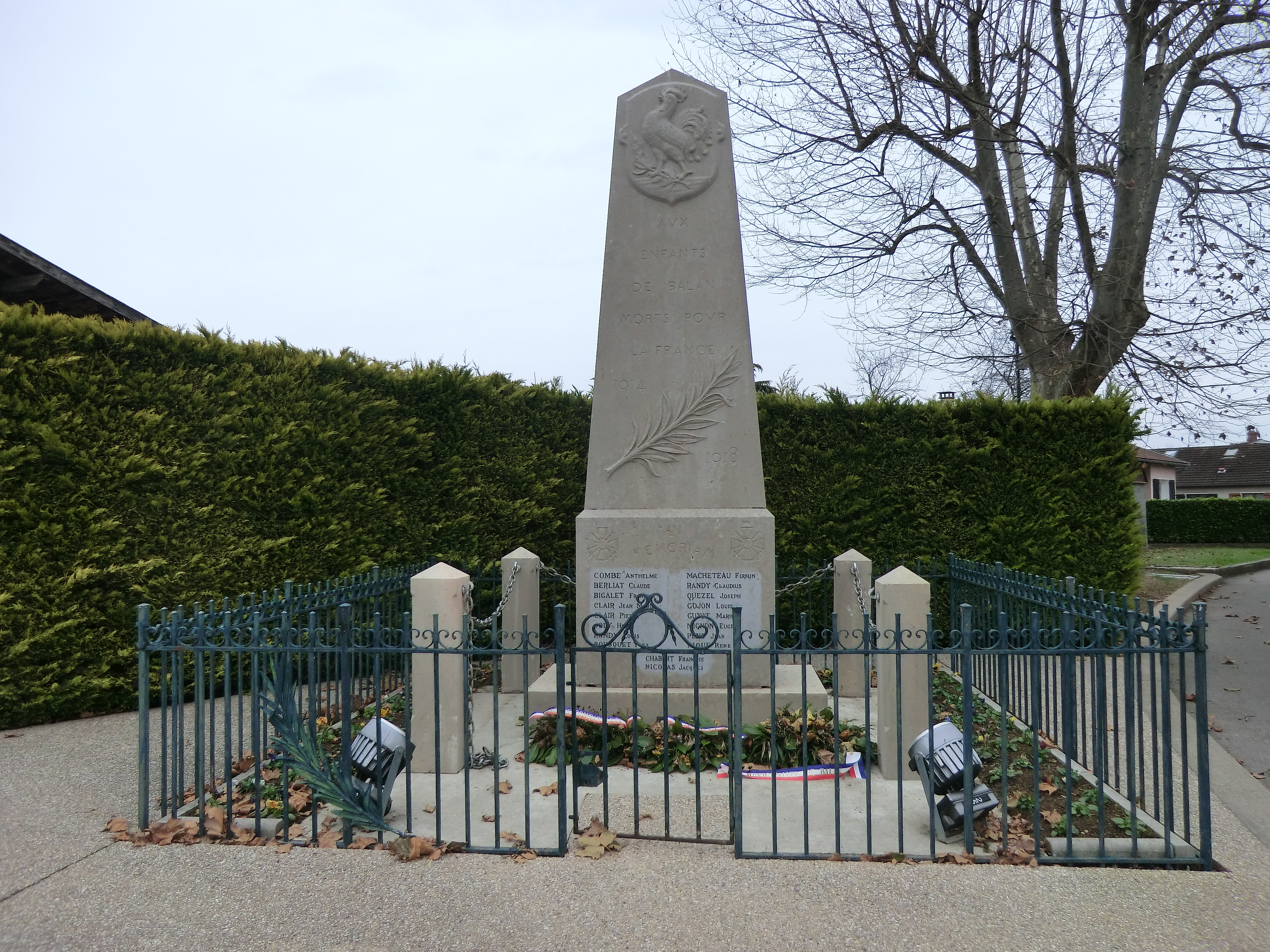
Военный мемориал
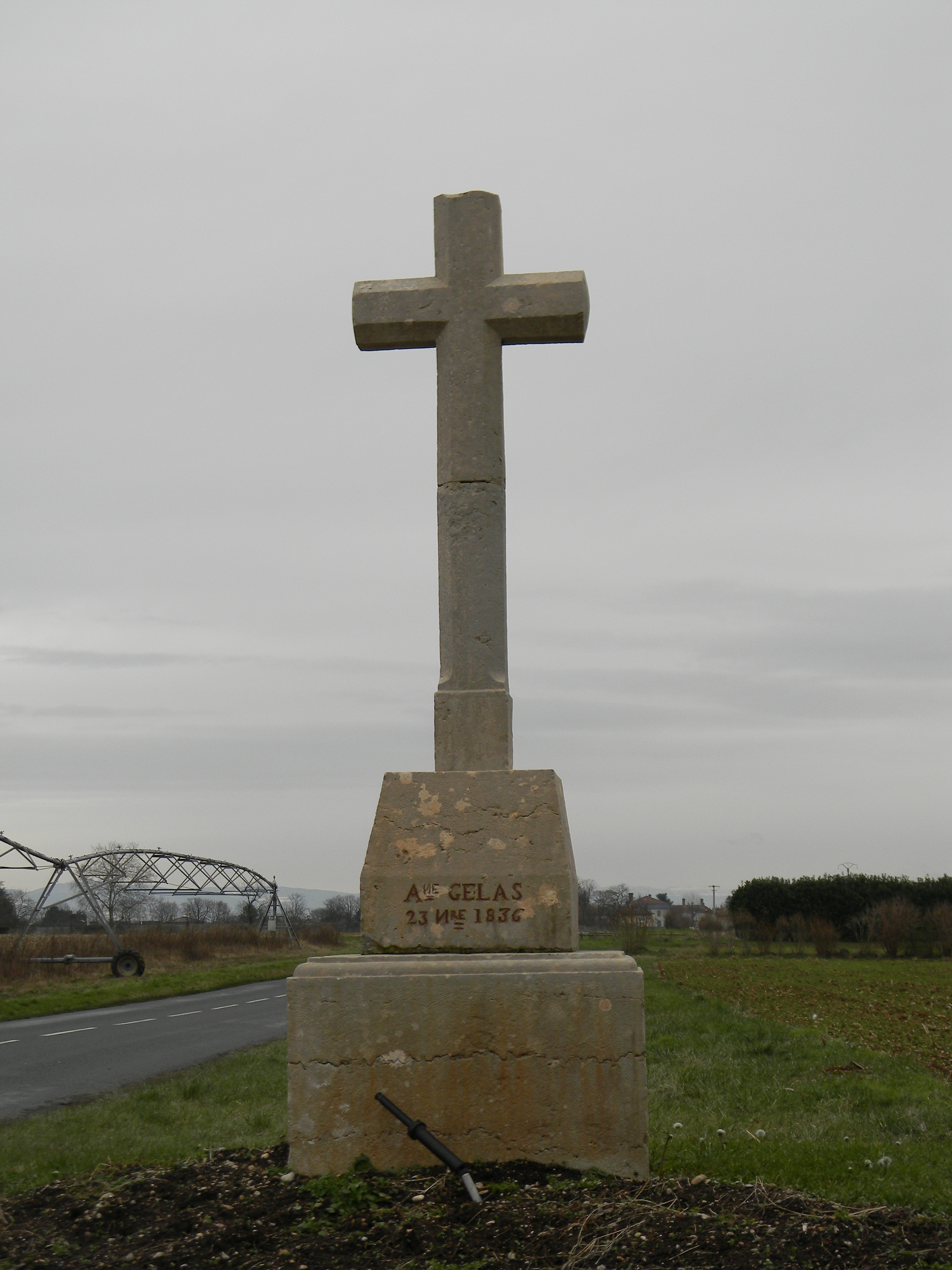
Придорожный крест